# 関川慎二
関川 慎二（せきかわ しんじ、1949年2月19日 - 2023年2月4日）は、日本の俳優、ナレーター。本名:安孫子 昇（あびこ のぼる）。別名:関川 昇。
新潟県出身。新潟県立新潟県央工業高等学校卒業。オフィス三井、スターダス・21を経て、リベルタに所属していた。

## 略歴
文学座附属演劇研究所出身。「劇工房ライミング」旗揚げに参加し、舞台経験を重ねる。長身で体格がよく、1970年代から80年代にかけての刑事ドラマでは悪役を多く演じた。近年も舞台・ナレーター（ラジオCM等）を中心に活動しており、舞台ではかつて出演した刑事物ドラマとは一味違う温かい人柄を演じる機会も多い。

## 出演

### 映画
- 時には娼婦のように（1978年、日活）
- 昼下がりの女 挑発!!（1979年、日活）
- 英霊たちの応援歌 最後の早慶戦（1979年、東宝）
- わるいやつら（1980年、松竹） - 刑事
- 野獣死すべし（1980年、東映） - 白井
- ええじゃないか（1981年、松竹） - 北町奉行所同心
- 愛獣 赤い唇（1981年、日活）
- 団鬼六 女教師縄地獄（1981年、日活）
- 団鬼六 蒼い女（1982年、日活）
- 武蔵野心中（1983年、日活）
- 暗室（1983年、日活） - 多加子の新郎
- ズームアップ 卒業写真（1983年、日活）
- 踊る乳房（1984年、日活）
- 不倫の罠・貫通（1985年、日活）
- 美女のはらわた（1986年、ガイラ監督）
- 遺産相続（1990年、東映）
- 大病人（1993年、東宝） - 映画スタッフ

### テレビドラマ
関川昇 名義
- 誰のために愛するか（1974年、NET / 東映）
- 俺たちの旅（1975年、NTV / ユニオン映画） - 修学院大学バスケットボール部監督
  - 第1話「男はみんな淋しいのです」
  - 第3話「男はいつか歩き出すのです」
- 太陽にほえろ! 第180話「訣別」（1975年、NTV / 東宝） - 八木
- 大都会シリーズ（NTV / 石原プロ）
  - 大都会 闘いの日々 第8話「俺の愛した ちあきなおみ」（1976年） - 村田エイジ
  - 大都会 PARTII 第19話「別件逮捕」（1977年） - 早坂
- 夜明けの刑事 （1976年、TBS / 大映テレビ）
  - 第70話「抱きつきスリ姉妹の殺意!!」
  - 第93話「美女の罠・お願い!一緒に死んで!!」 - スナック「紋」のマスター

関川慎二 名義
- 俺たちの祭 第8話「光と影」（1978年、NTV） - 三浦
- 白い巨塔（1978年、CX） - 山田医局員
- 大追跡 第14話「大逆転」（1978年、NTV / 東宝） - 久松
- 大空港 第3話「かもめが飛び立つ日に」（1978年、CX / 松竹） - 秋本トオル
- 太陽にほえろ!（NTV / 東宝）
  - 第324話「愛よさらば」（1978年） - 中田（白城幸子の元婚約者）
  - 第430話「東京大追跡」（1980年） - 城西署刑事
  - 第479話「怒りのラガー」（1981年） - 麻薬取締官 ※関川進二とクレジット
  - 第593話「ジプシー再び」（1984年） - 矢野秘書
  - 第692話「捜査に手を出すな!」（1986年） - 桂木勇次
- 江戸の渦潮 第23話「命を賭けた男たち」（1978年、CX）
- 俺たちは天使だ! 第4話「運が良ければボロもうけ」（1979年、NTV / 東宝） - 東条史郎
- 探偵物語（NTV / 東映ビデオ）
  - 第2話「サーフシティ・ブルース」（1979年） - 桜井
  - 第12話「誘拐」（1979年） - 関根（マヤの情夫）
  - 第20話「逃亡者」（1980年） - 桜田郁造
- 大都会 PARTIII 第47話「脅迫者を消せ」（1979年、NTV / 石原プロ） - 柴田一彦
- 西部警察シリーズ（ANB / 石原プロ）
  - 西部警察
    - 第14話「殺し屋参上」（1980年） - 浅田
    - 第41話「バニング・レディ」（1980年） - 井上明
    - 第59話「残った一発の弾丸」（1980年） - 矢沢昇一
    - 第99話「二つの顔」（1981年） - 白石軍司
    - 第122話「リキ、絶体絶命」（1982年） - 浅田鉄二

  - 西部警察 PART-II
    - 第3話「生命ある限り」（1982年） - 河田の部下（勝又と大町の仲間）
    - 第14話「男たちの絆」（1982年） - 笠松英次
    - 第36話「八丈島から来た刑事」（1983年） - 政治経済研究所幹部

  - 西部警察 PART-III
    - 第7話「"大将"がやって来た!」（1983年） - 杉崎
    - 第28話「大将と二等兵」（1983年） - 市川清
    - 第61話「幻のチェッカーフラッグ」（1984年） - スナック経営者
- 桃太郎侍 第188話「皿にかかれた人生模様」（1980年、NTV / 東映） - 宗吉
- 爆走! ドーベルマン刑事 第19話「白バイ警官をマークせよ!」（1980年、ANB / 東映）
- ただいま放課後（1980年 - 1981年、CX）
- 大河ドラマ（NHK）
  - 獅子の時代（1980年） - 横倉
  - 徳川慶喜（1998年） - 有司
- 気になる天使たち 第10話「娘は、いまが曲り角」（1981年）
- 傑作推理劇場 / ガラスの階段（1981年、ANB）
- ザ・ハングマンシリーズ（ABC / 松竹）
  - ザ・ハングマン 第46話「熱血スッポン刑事」（1981年） - 城西署捜査課刑事
  - ザ・ハングマンII 第18話「さらわれた女子大生救出トンビ作戦」（1982年） - 柴田
  - 新ハングマン 第16話「疑惑の教授選につけ入るニセ処刑人」（1983年） - 小林（野村興信所調査員）
  - ザ・ハングマン4 第2話「女子留学生が麻薬を運ばされる!」（1984年） - 大津（留学生協会）
  - ザ・ハングマンV 第11話「主婦がリモコンで殺人者に仕立てられる!」（1986年） - 相川（古田クリニック）
  - ハングマンGOGO 第10話「ホラー屋敷の素敵な面々!」（1987年） - 代々木（情熱塾教師）
- 火曜サスペンス劇場（NTV）
  - ハムレットは行方不明（1981年）
  - 死の断崖（1982年） - 尾形の友人
  - 闇を切り裂く一発（1982年）
  - 木に登る犬（1983年）
  - 家族の選択（1983年）
  - 致死歩道（1984年）
  - 暗闇からの愛（1985年）
  - 戸籍のない夫婦（1986年）
  - 消えた殺人者（1999年）
- 幻之介世直し帖 第18話「枯野に散った狼たち」（1982年、NTV）
- 雄気堂々（1982年、NHK）
- 噂の刑事トミーとマツ 第2シリーズ 第17話「アリャ?! カラテ美女の意外な弱点」（1982年、TBS）
- 土曜ワイド劇場
  - 死角に消えた殺人者（1982年）
  - 棟居刑事シリーズ（1996年）
    - 第1作「棟居刑事のラブアフェア・行きずりの情事が招いた連続殺人事件!!」
    - 第2作「棟居刑事の復讐・死んだはずの容疑者!?」 - 医師

  - 交渉人 遠野麻衣子・最後の事件 （2010年）
- 阪急ドラマシリーズ / 青春INGS ゆう子とヘレン 第7話「お父さんの秘密」（1982年、KTV / 宝塚映画） - 中川浩一
- 時代劇スペシャル / 女盗賊忍び舞い（1983年、CX / 東宝） - 風間藤太
- 土曜グランド劇場 / 事件記者チャボ! 第20話「チャボの危険がいっぱい」（1984年、NTV） - 記者
- 時代劇スペシャル / 燃えて、散る 炎の剣士 沖田総司（1984年、NTV）
- 特捜最前線 第359話「哀・弾丸・愛 7人の刑事たち」（1984年、ANB）
- 誇りの報酬 第7話「女を追うなら徹底的に」（1985年、NTV / 東宝） - 西島かおりの恋人
- あぶない刑事シリーズ（NTV / セントラル・アーツ）
  - あぶない刑事 第39話「迷走」（1987年） - 片岡猛
  - もっとあぶない刑事 第6話「波乱」（1988年） - 鹿島幸雄
- ゴリラ・警視庁捜査第8班 第30話「奪われた女子大生」（1989年、ANB / 石原プロ）
- 乱歩賞作家サスペンス「凶悪のマース」（1989年、KTV）
- 水曜グランドロマン / 交通刑務所の朝 全国年間収監者数3450!（1989年、NTV）
- 年末時代劇スペシャル / 奇兵隊（1989年、NTV） - 松島剛蔵
- ナースのお仕事 パート1（1996年、CX）
- 憲法はまだか（1996年、NHK）
- 将太の寿司（1996年、CX）
- ピュア（1996年、CX）
- はみだし刑事情熱系 第３シリーズ（1999年）  - 斗南産業専務
- 水曜劇場 / 天使のお仕事 第9話「そして門は閉ざされた」（1999年、CX）
- 花王 愛の劇場（1999年、TBS）
  - はれ時々くもり
  - 空への手紙
- 金曜エンタテイメント / きらきらひかる スペシャル2（1999年、CX）
- 衛星ドラマ劇場 / 新・南部大吉交番日記（1999年、NHK BS2）
- 金曜時代劇 / 春が来た（2002年、NHK）
- 新幹線をつくった男たち 夢よ、もっと速く!（2004年、TX）
- 月曜ゴールデン（2009年、TBS）
  - 駅弁刑事・神保徳之助 第3作
  - 税務調査官・窓際太郎の事件簿 第19作 - 殿村康彦
- 明日の光をつかめ 第1シリーズ（2010年、THK）

### コマーシャル

#### テレビCM
- 山田養蜂場
- ネスカフェ「香味焙煎」
- グリコ「ポッキー」
- バンダイ「ヒューマンプレイヤー」

ほか多数。

#### ラジオCM
- NTTドコモ
- 住友林業
- ユニチャーム
- 花王「アタック」
- 日本ミルクコミュニティ

ほか多数。

### 舞台
- ベニスの商人
- マクベス - スコットランド王ダンカン 役
- 復讐者の悲劇
- ゲットー
- 太陽が死んだ日
- 空騒ぎ
- カッコーの巣の上を（2000年）
- 石を狙え（2002年）
- クリスマスの贈り物（2004年）

ほか多数。